# Nissim Nahrawani
Pour les articles homonymes, voir Nissim.
Nissim (ou Nissi) ben Berekhya al-Nahrawani est un rabbin et poète liturgique de la fin du IXe siècle et du début du Xe siècle, établi en Babylonie, mais originaire de Nahrawan, en Perse.

## Éléments biographiques
Le peu qu'on sait de sa vie provient du récit de Nathan HaBavli. Il fait à plusieurs reprises figure de conseiller, médiateur ou conciliateur entre l'exilarque David ben Zakkaï et différents gueonim (directeurs académiques). Ainsi, c'est lui qui met fin à la dispute entre Ben Zakkaï et le Gaon de l'académie de Poumbedita, Mar Cohen Tzedek (en réalité, il s'agit du rival de celui-ci, Mevasser ben Kimoï). Nathan dit de Nissim qu'il fut à ce moment un « faiseur de miracles ».
Plus tard, lorsque le Gaon de l'académie de Soura décède, c'est à Nissim que devrait revenir la charge, étant donné qu'il occupe le poste de Resh Kallah (« directeur de l'assemblée, » hiérarchiquement inférieur au Gaon et à son second, l’av beit din) dans cette académie. Nissim refuse cependant l'honneur en raison de sa cécité. Ben Zakkaï le consulte alors pour savoir qui de Ẓemaḥ ibn Shaḥin, érudit mineur mais de haute ascendance, ou de Saadia ben Yosseph al-Fayoumi, bien plus impressionnant, mais « étranger » (c'est-à-dire Juif égyptien et non babylonien) devrait accéder au gaonat. Nissim se prononce en faveur de Ẓemaḥ ibn Shaḥin car, bien qu'impressionné par Saadia, il craint que sa personnalité ne soit incompatible avec les attentes de l'exilarque. David ben Zakkaï choisira tout de même Saadia.

## Œuvre
Nissim fut l'un des poètes liturgiques les plus prolifiques et importants du pays mais de ses nombreuses compositions, conservées pour la plupart dans la Gueniza du Caire et d'autres sources, seules quelques-unes ont été publiées. La plus célèbre d'entre elles est le viddouï (poème liturgique pour la confession des péchés), récité par les séfarades lors de l'office du matin de Yom Kippour (le Jour du Grand Pardon) et par les ashkénazes lors du Yom Kippour Ḳaṭan (en) (jour d'expiation personnel), souvent attribué indûment à Nissim Gaon, et qui commence par « Maître de l'Univers, avant toute chose, je n'ai pas de bouche pour répondre. »